# Unión Deportiva Altea
La Unión Deportiva Altea es un club de fútbol de la ciudad de Altea (Alicante) España. Fue fundado en 1962 y juega en la Lliga Segona FFCV.

## Historia
Los inicios del fútbol en Altea se remontan al año 1933, donde unos pocos jóvenes de aquella época consiguieron hacer un campo en la partida Montemolar que acondicionaron para la práctica del fútbol. Pasaron diversas etapas futbolísticas sin mención especial hasta que en 1962 el párroco Antonio Escrivá y un grupo de jóvenes del municipio decidieron construir un campo de fútbol, donde poco a poco los jóvenes alteanos comenzaron a practicar el fútbol, y con el auge, al poco tiempo se fundaría la Unión Deportiva Altea. Dicho campo construido por los chicos de Antonio Escrivá se situaba en el actual campo. La primera directiva estuvo formada por el párroco Antonio Escrivá, y los jóvenes Mariano Gallego, Luis Fuster, Juan Zaragozí, Miguel Santamaría, Vicente Martí y Jerónimo Carratalá. El primer equipo lo formaron: Zurdo, Salvador, Joaquín, Paquito, Parra, Lanuza, José Luis, Gallb, Matías, Tollo, Casimiro, Luis, Iborra, Jacinto, Perles, y Doménech; todos entrenados por Florit. En la temporada 1963/64 el club se federó en la Federación de Fútbol de la Comunidad Valenciana, y compitió oficialmente por primera vez en esa misma temporada en la categoría de Tercera Regional. En la temporada 1965/66 el club se marchó a la Federación de Fútbol de la Región de Murcia donde ascendió a Primera Preferente. Años después volvió a la Federación de Fútbol de la Comunidad Valenciana. En la temporada 2008/09 el equipo se clasificó para la promoción de ascenso a Tercera División, en la que eliminó en primera ronda al Paterna C. F., y en la que cayó en el último partido ante el C. D. Olímpic de Xàtiva. En la temporada 2010-11 se proclamó campeón del grupo 4 de Preferente y obtuvo el ascenso por primera vez en su historia a 3ª división.
La situación económica del club no permitía afrontar esta empresa lo que obligaba al club a descender a 2ª regional, ya que había finalizado el plazo para inscribirse en Preferente. Un empresario decidió mantener el club en 3ª, con futbolistas que viven en la zona de Valencia. Entrena entre semana en Paiporta y juega los partidos como local en la localidad de la Marina. Los próximos años, el club descendió hasta la Primera Regional. En el año 2015 José Luis Martínez toma el mando de la directiva del club.

## Entrenadores

### Cronología de los entrenadores
- Luis García Plaza (2001/03).
- Luis García Plaza (2005).
- José Carrete (2006/08).
- Alejandro Esteve Power y Jaime Sabuco Pérez (2008/11).
- Isidro Flausino (2011/2012).
- Pepet Guzmán y Pedro Jaime Mulet (2012/2014).
- Jorge Segovia “Ruli” y Vicente Marcos “Miramar” (2015/2016).
- Vicente Marcos “Miramar” (2016/2017).
- Vicente Marcos “Miramar” y Juan Ribes “Coca” (2017/2018) y (2018/2019).
- Diego Mulet Ballester  (2019/2020).

## El esperado ascenso
2011
La UD. Altea por primera vez en su historia militará la próxima temporada en la Tercera División Nacional. Ha sido uno de los clubes de la provincia que este año han logrado ofrecer una gran alegría a sus aficionados con el ascenso a una categoría nacional.
Los pupilos de Esteve consiguen el primer ascenso de la Unión Deportiva Altea a Tercera División después de intentarlo hace dos años de la mano del mismo entrenador.
La semana no fue nada buena para el Almazora que, a pesar de presentar varios recursos para que se le retirara la expulsión a Xabi, no pudo contar con el portero titular, que además es una de sus referencias. De nuevo le sobraron los cinco últimos minutos a los de Castellón, ya que en la ida encajó el 2-2 y fue expulsado Xabi, y en la vuelta ha encajado el gol que les ha dejado con la miel en los labios.
La primera parte fue dominada por los alteanos, que gozaron de varias ocasiones, sobre todo a balón parado. Primero dos saques de esquina botados por José fueron rematados sin éxito por Castelló, y a la media hora el propio José remataba de volea una falta sacada por Rubén. La ocasión más clara de la primera mitad fue de nuevo de José, que encaró al meta rival al que sorprendió con una vaselina y cuando el balón iba a cruzar la línea de gol fue sacado por un defensa.
En el segundo tiempo la prisa y la ansiedad por marcar del Altea les hizo conceder alguna ocasión al Almazora. El Altea no cesó en su empeño hasta que se encontró con su premio en una jugada de Lucas desde la banda, que centró al corazón del área para que Roberto Navarro se convirtiese en héroe visitante al enviar el esférico al fondo de la red con su remate de cabeza.
Sin tiempo para más, el Altea, líder del Grupo IV, consiguió llevarse el premio a la gran temporada realizada. Las peñas alteanas llevaron a su equipo en volandas y merecen un reconocimiento por su apoyo durante todo el Play-offs. La Villa Blanca entra por tanto por primera vez en la élite del fútbol nacional.